# New York Pancyprian-Freedoms
I New York Pancyprian-Freedoms è una società calcistica statunitense, con sede a New York. Ha vinto per tre volte la National Challenge Cup (US Open Cup) nel 1980, 1982 e 1983.

## Palmarès

### Competizioni nazionali
- Lamar Hunt U.S. Open Cup: 3

1980, 1982, 1983

### Altri piazzamenti
- Lamar Hunt U.S. Open Cup:

Semifinalista: 1988